# Zajęczaki
Zajęczaki, zającokształtne, czterosiekaczowce (Lagomorpha) – rząd roślinożernych ssaków łożyskowych z nadrzędu Euarchontoglires, dawniej zaliczanych do gryzoni, obejmujący szczekuszkowate (Ochotonidae), zającowate (Leporidae) oraz wymarłą rodzinę sarduszkowatych (Prolagidae).

## Systematyka
W przeszłości zajęczaki zaliczano do rzędu gryzoni, dziś stanowią odrębny rząd, który obejmuje dwie występujące współcześnie i jedną wymarłą w czasach historycznych rodzinę:
- Ochotonidae O. Thomas, 1897 – szczekuszkowate
- Prolagidae Gureev, 1964 – sarduszkowate – takson wymarły
- Leporidae G. Fischer, 1817 – zającowate

Kopalne ślady występowania zajęczaków znane są od oligocenu.
Opisano również rodzaje wymarłe o niepewnej pozycji systematycznej i nie sklasyfikowane w żadnej z powyższych rodzin:
- Annalagus Shevyreva, 1996 – jedynym przedstawicielem był Annalagus margarita Shevyreva, 1996
- Bulatia Gabunia & Shevyreva, 1994 – jedynym przedstawicielem był Bulatia aksyirica Gabunia & Shevyreva, 1994
- Dituberolagus Tong Yongsheng, 1997 – jedynym przedstawicielem był Dituberolagus venustus Tong Yongsheng, 1997
- Ephemerolagus Vianey-Liaud & Lebrun, 2013 – jedynym przedstawicielem był Ephemerolagus nieveae Vianey-Liaud & Lebrun, 2013

## Budowa ciała
Zajęczaki to małe lub średnie zwierzęta, których ciało jest pokryte gęstą, miękką sierścią. Ogon krótki, także pokryty sierścią. Masa ciała tych zwierząt zawiera się w przedziale 0,1–5,5 kg, przy długości od kilkunastu do kilkudziesięciu centymetrów. Kończyny zakończone są palcami wyposażonymi w pazury. Przednie kończyny mają pięć palców, zaś tylne cztery lub pięć. Zęby stale rosną; w szczęce występują dwie pary siekaczy, w żuchwie natomiast jedna. Zęby policzkowe o wysokich koronach, oddzielone są od siekaczy długą diastemą.

## Ekologia
Zajęczaki są roślinożercami, o dwuetapowej metodzie trawienia pokarmu. Wydalają dwa rodzaje kału. Pierwszy, miękki, jest ponownie zjadany, dzięki czemu możliwe jest lepsze wykorzystanie składników odżywczych pokarmu.

## Tryb życia
Zajęczaki wiodą samotniczy lub stadny tryb życia. Są naziemne, niektóre gatunki kopią nory. Zamieszkują tereny otwarte, leśne i górskie. Niektóre gatunki są cenione jako zwierzęta łowne.

## Rozmieszczenie geograficzne
Zajęczaki są szeroko rozpowszechnione i w stanie naturalnym występują na wszystkich kontynentach (oprócz Australii). W Australii i na Nowej Zelandii zostały introdukowane. Po znacznym rozmnożeniu i rozprzestrzenieniu zostały uznane za plagę.